# 1178
Il 1178 (MCLXXVIII in numeri romani) è un anno  del XII secolo.

## Eventi
- 29 agosto - L'antipapa Callisto III si sottomette a papa Alessandro III.

## Nati
- 22 aprile - Sancha del Portogallo, badessa portoghese († 1229)
- 20 maggio - Tommaso I di Savoia, conte († 1233)
- 4 ottobre - Teresa del Portogallo, regina († 1250)
- 22 dicembre - Antoku, imperatore giapponese († 1185)
- Al-Ashraf Musa, Emiro di Damasco, sovrano († 1237)
- Elia da Cortona, francescano e politico italiano († 1253)
- Armand de Périgord, cavaliere medievale francese († 1245)
- Ugone I di Arborea, sovrano († 1211)
- Alam al-Din al-Hanafi, matematico, astronomo e ingegnere arabo († 1251)

## Morti
- 12 aprile - Sebastiano Ziani, mercante, politico e diplomatico italiano
- 26 giugno - Antelmo di Chignin, vescovo e monaco cristiano francese (n. 1107)
- 8 novembre - Ildebrando Grassi, cardinale italiano
- 26 novembre - Ponzio di Faucigny, religioso francese
- 30 dicembre - Pribislavo di Meclemburgo, sovrano obodrita
- Amedeo I di Ginevra, nobile franco
- Filippa d'Antiochia, nobile (n. 1148)
- Jacopo, giurista italiano
- Michele III di Costantinopoli, arcivescovo ortodosso bizantino
- Ada de Warenne
- Yves II, conte di Soissons, nobile francese
- Nashwan al-Himyari, lessicografo arabo

## Calendario
| Calendario 1178 | Calendario 1178 | Calendario 1178 | Calendario 1178 | Calendario 1178 | Calendario 1178 | Calendario 1178 | Calendario 1178 | Calendario 1178 | Calendario 1178 | Calendario 1178 | Calendario 1178 | Calendario 1178 | Calendario 1178 | Calendario 1178 | Calendario 1178 | Calendario 1178 | Calendario 1178 | Calendario 1178 | Calendario 1178 | Calendario 1178 | Calendario 1178 | Calendario 1178 | Calendario 1178 | Calendario 1178 | Calendario 1178 | Calendario 1178 | Calendario 1178 | Calendario 1178 | Calendario 1178 | Calendario 1178 | Calendario 1178 | Calendario 1178 |
| --------------- | --------------- | --------------- | --------------- | --------------- | --------------- | --------------- | --------------- | --------------- | --------------- | --------------- | --------------- | --------------- | --------------- | --------------- | --------------- | --------------- | --------------- | --------------- | --------------- | --------------- | --------------- | --------------- | --------------- | --------------- | --------------- | --------------- | --------------- | --------------- | --------------- | --------------- | --------------- | --------------- |
|                 | 1               | 2               | 3               | 4               | 5               | 6               | 7               | 8               | 9               | 10              | 11              | 12              | 13              | 14              | 15              | 16              | 17              | 18              | 19              | 20              | 21              | 22              | 23              | 24              | 25              | 26              | 27              | 28              | 29              | 30              | 31              |                 |
| Gennaio         | Do              | Lu              | Ma              | Me              | Gi              | Ve              | Sa              | Do              | Lu              | Ma              | Me              | Gi              | Ve              | Sa              | Do              | Lu              | Ma              | Me              | Gi              | Ve              | Sa              | Do              | Lu              | Ma              | Me              | Gi              | Ve              | Sa              | Do              | Lu              | Ma              |                 |
| Febbraio        | Me              | Gi              | Ve              | Sa              | Do              | Lu              | Ma              | Me              | Gi              | Ve              | Sa              | Do              | Lu              | Ma              | Me              | Gi              | Ve              | Sa              | Do              | Lu              | Ma              | Me              | Gi              | Ve              | Sa              | Do              | Lu              | Ma              |                 |                 |                 |                 |
| Marzo           | Me              | Gi              | Ve              | Sa              | Do              | Lu              | Ma              | Me              | Gi              | Ve              | Sa              | Do              | Lu              | Ma              | Me              | Gi              | Ve              | Sa              | Do              | Lu              | Ma              | Me              | Gi              | Ve              | Sa              | Do              | Lu              | Ma              | Me              | Gi              | Ve              |                 |
| Aprile          | Sa              | Do              | Lu              | Ma              | Me              | Gi              | Ve              | Sa              | Do              | Lu              | Ma              | Me              | Gi              | Ve              | Sa              | Do              | Lu              | Ma              | Me              | Gi              | Ve              | Sa              | Do              | Lu              | Ma              | Me              | Gi              | Ve              | Sa              | Do              |                 |                 |
| Maggio          | Lu              | Ma              | Me              | Gi              | Ve              | Sa              | Do              | Lu              | Ma              | Me              | Gi              | Ve              | Sa              | Do              | Lu              | Ma              | Me              | Gi              | Ve              | Sa              | Do              | Lu              | Ma              | Me              | Gi              | Ve              | Sa              | Do              | Lu              | Ma              | Me              |                 |
| Giugno          | Gi              | Ve              | Sa              | Do              | Lu              | Ma              | Me              | Gi              | Ve              | Sa              | Do              | Lu              | Ma              | Me              | Gi              | Ve              | Sa              | Do              | Lu              | Ma              | Me              | Gi              | Ve              | Sa              | Do              | Lu              | Ma              | Me              | Gi              | Ve              |                 |                 |
| Luglio          | Sa              | Do              | Lu              | Ma              | Me              | Gi              | Ve              | Sa              | Do              | Lu              | Ma              | Me              | Gi              | Ve              | Sa              | Do              | Lu              | Ma              | Me              | Gi              | Ve              | Sa              | Do              | Lu              | Ma              | Me              | Gi              | Ve              | Sa              | Do              | Lu              |                 |
| Agosto          | Ma              | Me              | Gi              | Ve              | Sa              | Do              | Lu              | Ma              | Me              | Gi              | Ve              | Sa              | Do              | Lu              | Ma              | Me              | Gi              | Ve              | Sa              | Do              | Lu              | Ma              | Me              | Gi              | Ve              | Sa              | Do              | Lu              | Ma              | Me              | Gi              |                 |
| Settembre       | Ve              | Sa              | Do              | Lu              | Ma              | Me              | Gi              | Ve              | Sa              | Do              | Lu              | Ma              | Me              | Gi              | Ve              | Sa              | Do              | Lu              | Ma              | Me              | Gi              | Ve              | Sa              | Do              | Lu              | Ma              | Me              | Gi              | Ve              | Sa              |                 |                 |
| Ottobre         | Do              | Lu              | Ma              | Me              | Gi              | Ve              | Sa              | Do              | Lu              | Ma              | Me              | Gi              | Ve              | Sa              | Do              | Lu              | Ma              | Me              | Gi              | Ve              | Sa              | Do              | Lu              | Ma              | Me              | Gi              | Ve              | Sa              | Do              | Lu              | Ma              |                 |
| Novembre        | Me              | Gi              | Ve              | Sa              | Do              | Lu              | Ma              | Me              | Gi              | Ve              | Sa              | Do              | Lu              | Ma              | Me              | Gi              | Ve              | Sa              | Do              | Lu              | Ma              | Me              | Gi              | Ve              | Sa              | Do              | Lu              | Ma              | Me              | Gi              |                 |                 |
| Dicembre        | Ve              | Sa              | Do              | Lu              | Ma              | Me              | Gi              | Ve              | Sa              | Do              | Lu              | Ma              | Me              | Gi              | Ve              | Sa              | Do              | Lu              | Ma              | Me              | Gi              | Ve              | Sa              | Do              | Lu              | Ma              | Me              | Gi              | Ve              | Sa              | Do              |                 |